# A háború ködében
A háború ködében (eredeti angol címe: The fog of war: eleven lessons from the life of Robert S. McNamara) 2003-ban bemutatott amerikai dokumentumfilm, amelyet 2004-ben Oscar-díjjal jutalmaztak a legjobb dokumentumfilm kategóriában. Rendezte Errol Morris, zenéjét szerezte Philip Glass.
A film Robert McNamara volt amerikai védelmi miniszter életéről szól, bemutatva észrevételeit a modern hadviselés természetéről.
A film címe, a háború ködében egy katonai kifejezés, a katonai műveletek résztvevői által a helyzetfelismerésnél tapasztalt bizonytalanságra utal. Ez a bizonytalanság megnehezíti a döntéshozatalt a konfliktusok közepette, és a katona saját képességeivel, az ellenfél képességeivel, valamint az ellenfél szándékával kapcsolatos.
A film 2004-ben elnyerte az Oscar-díjat a legjobb dokumentumfilmért és a Independent Spirit díjat a legjobb dokumentumfilmért. A Cannes-i filmfesztiválon versenyen kívül vetítették.
2019-ben a Kongresszusi Könyvtár kiválasztotta a filmet az Országos Filmnyilvántartásban való megőrzésre, mivel „kulturális, történelmi vagy esztétikai szempontból jelentős”.